# KPÖ Plus
KPÖ Plus, také stylizované jako „KPO +“, je volební spojenectví mezi Komunistickou stranou Rakouska a Mladými zelenými. Aliance byla založena v květnu 2017 poté, co byli mladí Zelení vyloučeni ze Zelených. Aliance se zaměřuje na otázky, jako je dostupné bydlení a lepší životní úroveň pro všechny Rakušany.

## Výsledky voleb

### Národní rada (parlament)
| Volební rok | Počet z celkového počtu hlasů | % celkového hlasování | Počet sedadel | Vláda           |
| ----------- | ----------------------------- | --------------------- | ------------- | --------------- |
| 2017        | 39 689 (8.)                   | 0,8                   | 0/183         | mimoparlamentní |
| 2019        | 32 736 (7.)                   | 0,7                   | 0/183         | mimoparlamentní |